# Municipalité de Zaragoza
Pour les articles homonymes, voir Zaragoza.
La municipalité de Zaragoza est l'une des 212 municipalités de l'État de Veracruz, au Mexique, et est située dans la partie sud-est de cet État. Localisée dans la basse vallée du fleuve Río Coatzacoalcos, dans la plaine côtière du golfe du Mexique, elle fait partie de l'isthme de Tehuantepec. Son chef-lieu est la ville éponyme de Zaragoza. Elle fait également partie de la Région Olmeca, qui est l'une des subdivisions administratives de l'État de Veracruz.

## Géographie
La municipalité de Zaragoza est située dans le bassin versant du fleuve Río Coatzacoalcos, à l'ouest de ce dernier. Elle s'étend d'est en ouest, lovée dans un creux formé par les limites de sa voisine Cosoleacaque, au sein de laquelle elle est quasiment enclavée. Les autres municipalités limitrophes de Oteapan et de Jáltipan se trouvent à l'ouest. Son chef-lieu Zaragoza occupe le centre d'un territoire de 21,7 km2. Sa population était en 2010 de 10 720 habitants, pour une densité de 494 habitants par km2.
Elle appartient à la "Zona metropolitana de Minatitlán", regroupant les municipalités de Chinameca, Cosoleacaque, Jáltipan, Minatitlán, Oteapan et Zaragoza, pour une population totale de 329 228 habitants.

## Composition et démographie
La municipalité est composée en 2010 de 18 localités, dont une seule est considérée comme urbaine, les autres étant rurales.
| Localité                    | Population |
| --------------------------- | ---------- |
| Zaragoza                    | 9639       |
| Mangotal                    | 245        |
| Colonia Marco Antonio Muñoz | 189        |
| Cascajal                    | 117        |
| San Miguel                  | 103        |
| Reste des localités         | 427        |
| Total population            | 10 720     |

En plus de l'espagnol, plusieurs langues amérindiennes sont parlées dans la municipalité, dont les principales sont par ordre d'importance : la langue "tarasco", le Tzotzil et le nahuatl. Ces langues cependant toutes moins de 10 locuteurs officiellement déclarés.

## Histoire
La municipalité est créée en 1865 par décret et prend le nom de Ignacio Zaragoza, général mexicain ayant vaincu les troupes impériales françaises lors de la bataille de Puebla en 1862. La ville de Zaragoza en devient alors le chef-lieu et obtient le statut de ville.

## Économie

### Agriculture et élevage
La superficie des parcelles semées représentait, en 2013, 693 hectares, parmi lesquels 660 hectares voués à la culture du maïs, 15 hectares à celles des haricots et 6 hectares à celle des oranges.
En 2013, la production de viande par tonnes comprenait 254 tonnes de viande bovine, 853,3 tonnes de viande porcine, 19,9 tonnes de viande ovine, 10,3 tonnes de volailles et 9 tonnes de dinde. La superficie vouée à l'élevage représentait alors 2551 hectares.